# Związek Pracy Obywatelskiej Kobiet

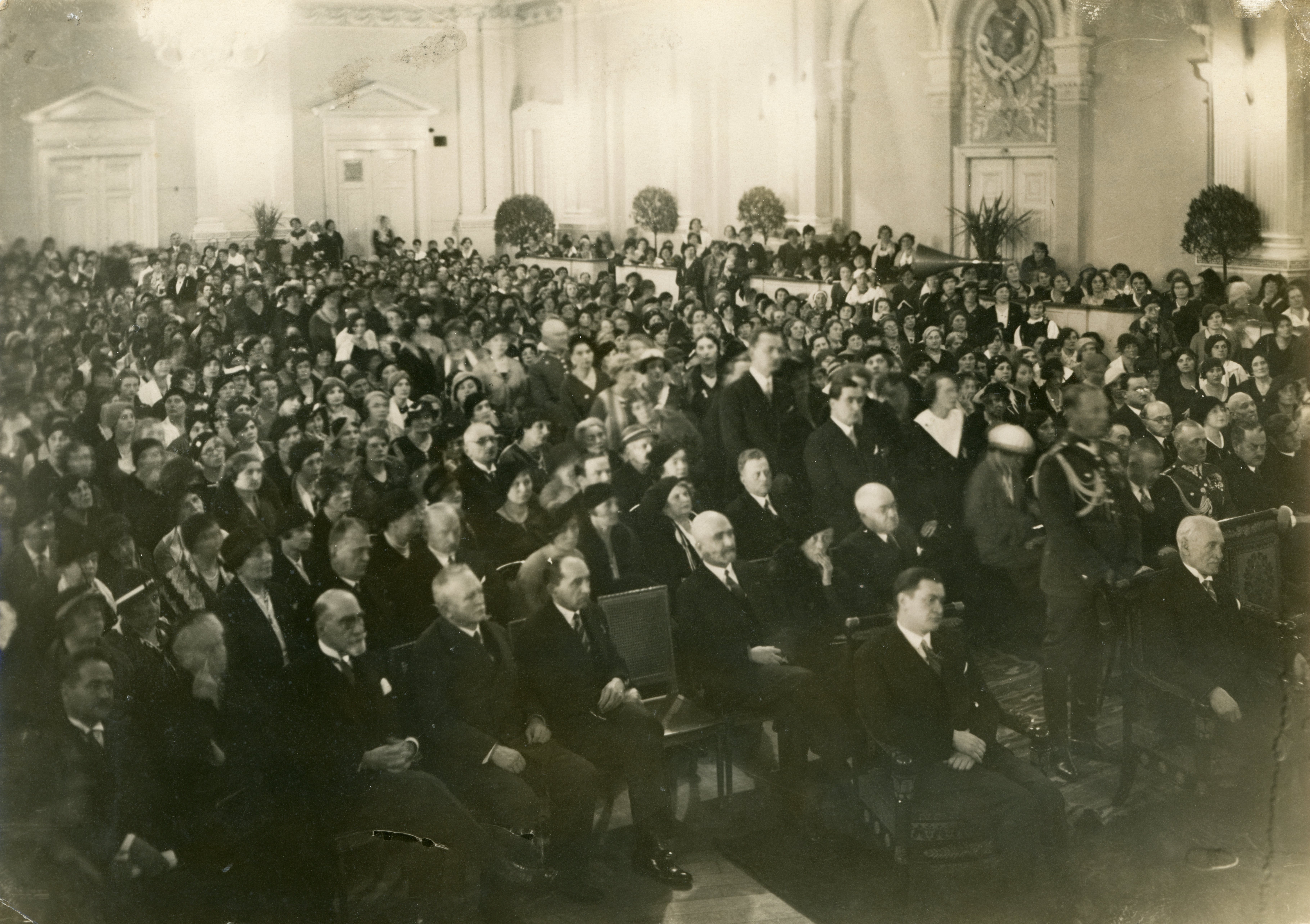
Ogólnopolski Zjazd Związku Pracy Obywatelskiej Kobiet na Zamku Królewskim w Warszawie w 1933 roku, u dołu po prawej prezydent RP Ignacy Mościcki

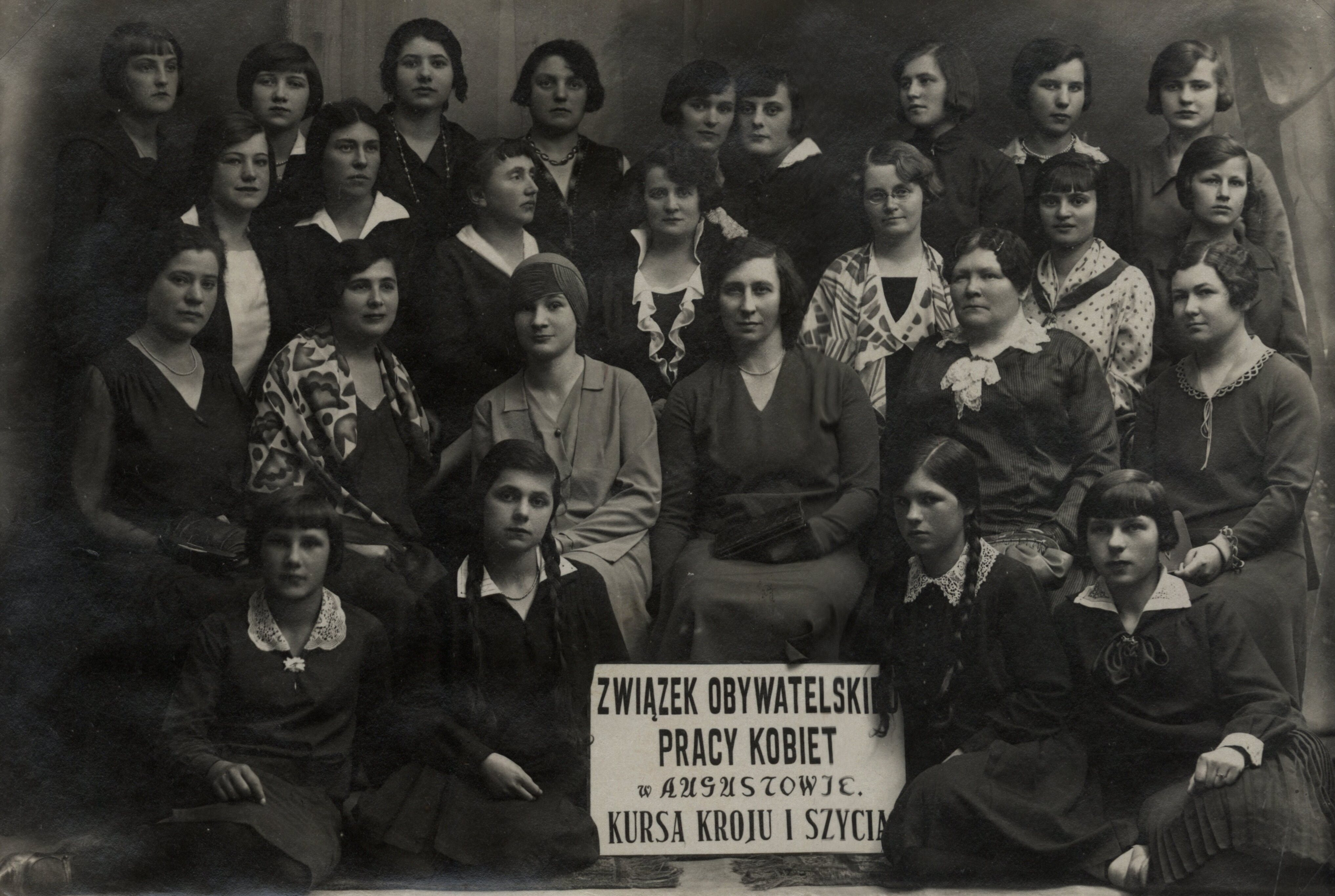
Koło Związku Obywatelskiej Pracy Kobiet w Augustowie − uczestniczki kursu kroju i szycia w 1929 r.

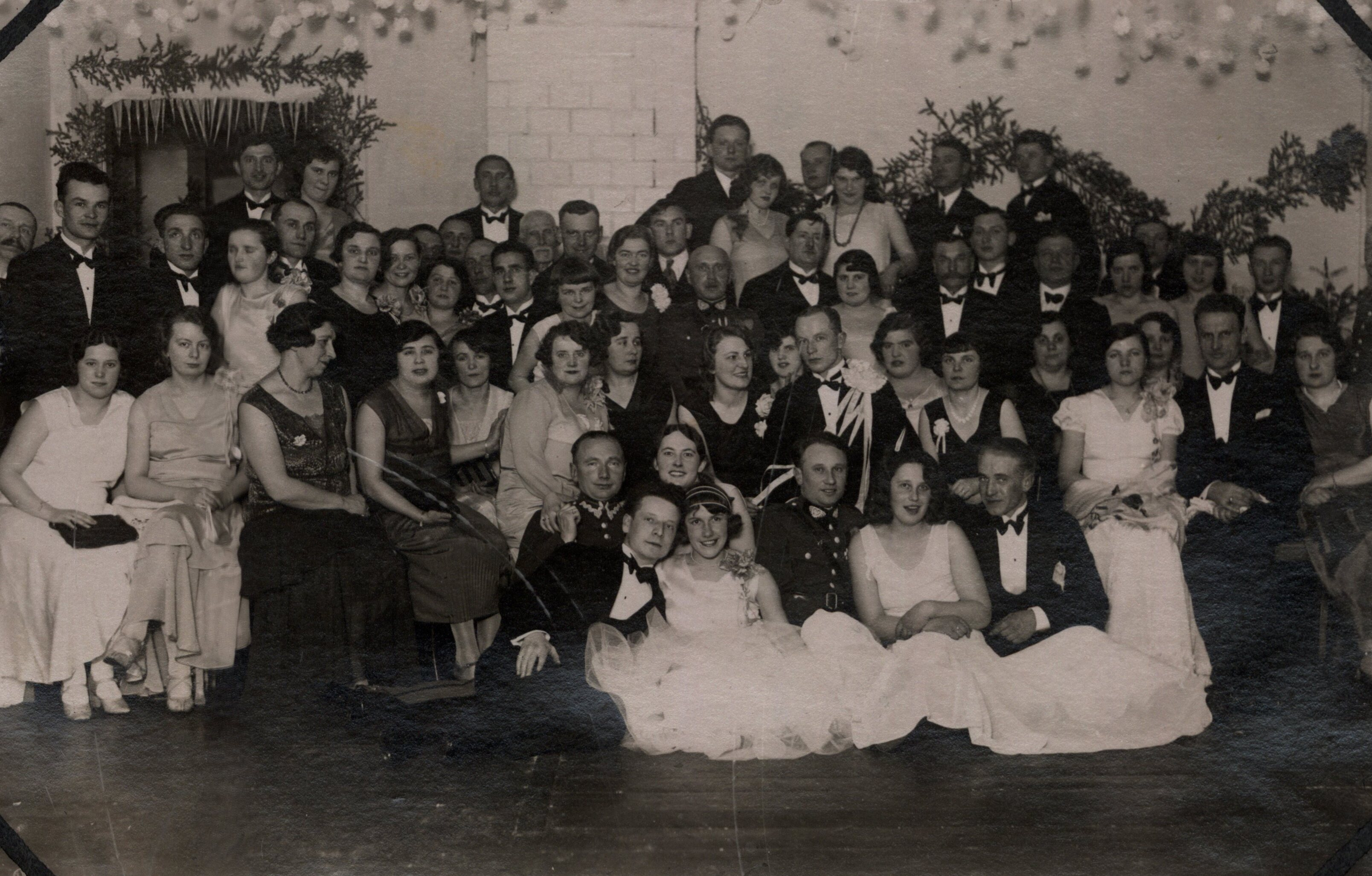
"Bal śnieżny" Związku Pracy Obywatelskiej Kobiet, oddział w Augustowie w 1931

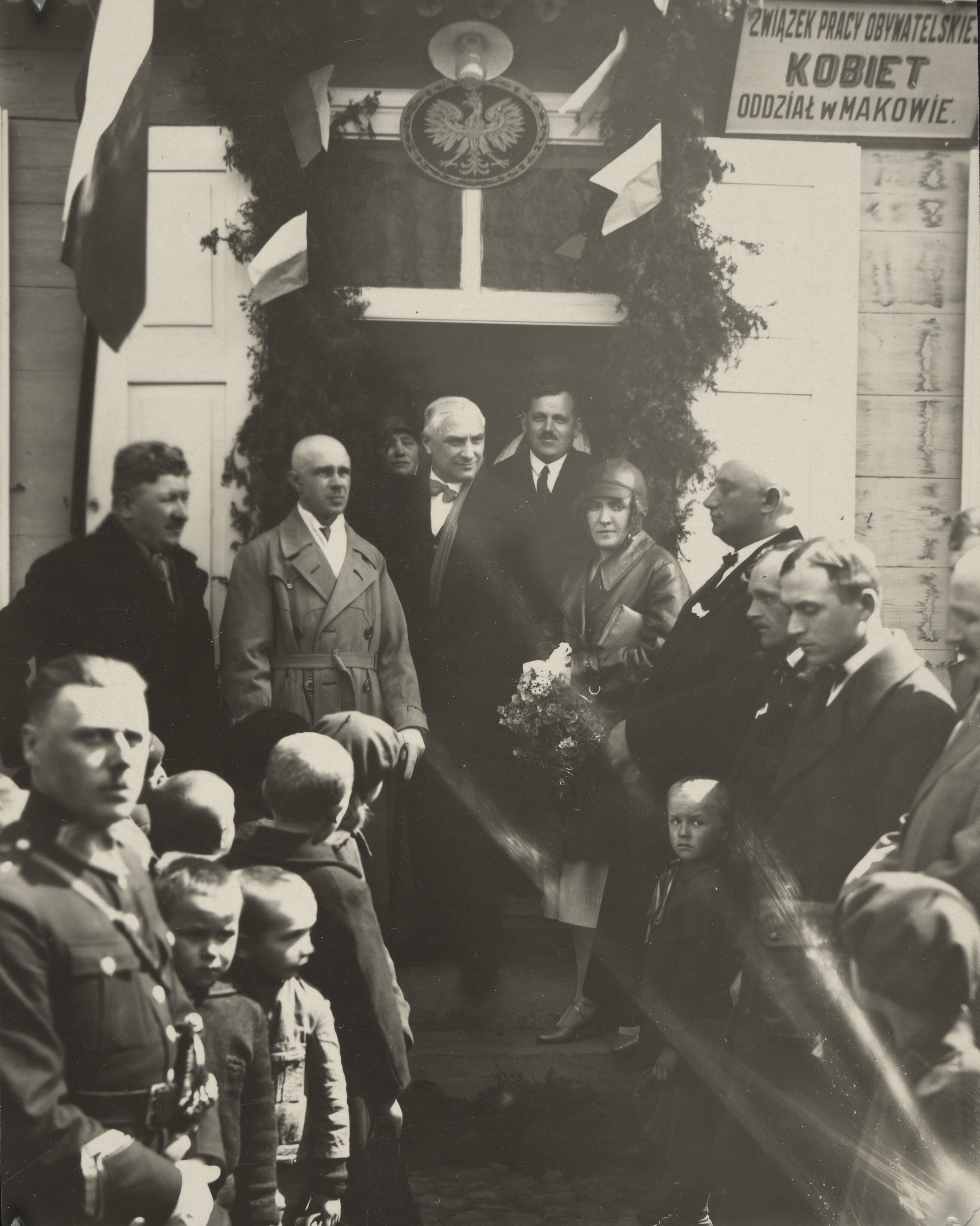
Otwarcie lokalu Związku Pracy Obywatelskiej Kobiet w oddziale w Makowie nad Orzycem ok. 1932

Związek Pracy Obywatelskiej Kobiet (ZPOK) − założona w 1928 roku w Warszawie polska organizacja feministyczna działająca w ramach obozu sanacyjnego.
ZPOK powstał 25 marca 1928 r. w okresie akcji wyborczej do Sejmu i Senatu, prowadzonej na przełomie 1927 i 1928 roku. Jego założycielkami i organizatorkami były wybitne działaczki niepodległościowe, podczas I wojny światowej związane z organizacjami kobiecymi takimi jak Liga Kobiet Polskich Pogotowia Wojennego i Liga Kobiet Galicji i Śląska a także uczestniczące w pracach Polskiej Organizacji Wojskowej i walczące w Legionach Polskich. Środowisko to po przewrocie majowym wsparło rządy Józefa Piłsudskiego i sanacji. Głównymi celami ZPOK było równouprawnienie kobiet, zwiększenie aktywności kobiet w życiu publicznym oraz pogłębianie idei państwotwórczej Józefa Piłsudskiego. Członkinie ZPOK podejmowały działania na rzecz faktycznego dopuszczenia kobiet do sprawowania urzędów państwowych, zrównania płac kobiet i mężczyzn oraz reform prawnych. Poza aktywnością na niwie politycznej Związek rozwijał szeroką działalność społeczną przez organizowanie i prowadzenie różnych instytucji opieki społecznej, instytucji edukacyjnych, wytwórni spółdzielczych, które miały m.in. wspomóc i wzmocnić rodzinę a poprzez nią – odrodzone Państwo. Do najważniejszych zadań ZPOK należało niesienie pomocy rodzinie; szczególnie matkom i dzieciom z rodzin bezrobotnych, ubogich, dotkniętych chorobami, alkoholizmem.
Założycielką i prezeską organizacji była Zofia Moraczewska, a do czołowych działaczek należały: Maria Bartlowa, Zofia Daszyńska-Golińska, Bronisława Dłuska, Wanda Filipkowska-Pełczyńska, Katarzyna Grodecka, Hanna Hubicka, Halina Jaroszewiczowa, Maria Jaworska, Wincenta Konarzewska, Wanda Krahelska-Filipowiczowa, Julia Kratowska, Anna Paradowska-Szelągowska, Jadwiga Poczętowska, Hanna Pohoska, Janina Strzelecka, Leokadia Śliwińska, Wanda Twardowa, Eugenia Waśniewska, Halina Nieniewska, Janina Komornicka. Organizatorkom ZPOK szczególnie zależało na pozyskaniu i skupieniu w swych szeregach kobiet wykształconych i aktywnych. W zasadzie, w każdym z powołanych do życia Zrzeszeń Wojewódzkich czy Powiatowych w skład Zarządów wchodziły przedstawicielki miejscowej inteligencji, czynne działaczki, aktywistki społeczne, związane z obozem sanacyjnym. ZPOK nawiązał także ścisłą współpracę z górnośląskim Towarzystwem Polek, który wkrótce stał się jego filią. Związek – pod względem liczby swoich członkiń – rozwijał się szybko. W okresie swojego szczytowego rozwoju w 1932 Związek liczył ok. 50 tys. członkiń, liczba ta niebawem spadła i w połowie lat trzydziestych ZPOK liczył 37 000 członkiń. W roku 1933 Moraczewska zrezygnowała z przewodniczenia ZPOK ze względu na to, że zaczął być przybudówką Bezpartyjnego Bloku Współpracy z Rządem. W 1935 roku doszło do rozłamu w Związku – część działaczek wraz z byłą przewodniczącą opuściła ZPOK i powołała Stowarzyszenie "Samopomoc Społeczna Kobiet". Pozostałe kontynuowały dotychczasową działalność a przewodniczącą ZPOK od 1936 r. była Hanna Pohoska.
ZPOK wydawał dwutygodnik „Praca Obywatelska” (1928–1939) i tygodnik „Prosta Droga” (1930–1939).

### Źródła
- Związek Pracy Obywatelskiej Kobiet: Deklaracja ideowa przyjęta w dn. 30.iX 1934 r. przez Nadzwyczajny Walny Zjazd Delegatek Z, P. O. K.. [dostęp 2012-04-08]. (pol.).
- Zofia Moraczewska, Związek Pracy Obywatelskiej Kobiet, [w:] Almanach Kalendarz Związku Pracy Obywatelskiej Kobiet. Rok 1932, Warszawa 1932.
- Hanna Pohoska, Wychowanie obywatelskie, [w:] Almanach Kalendarz Związku Pracy Obywatelskiej Kobiet. Rok 1932, Warszawa 1932.
- Praca świetlicowa. Instrukcja dla świetlic Z.P.O.K., Warszawa 1934
- Z Kongresu Pracy Obywatelskiej Kobiet, „Kobiety w Pracy” 1938, nr 9